# Slaid Cleaves

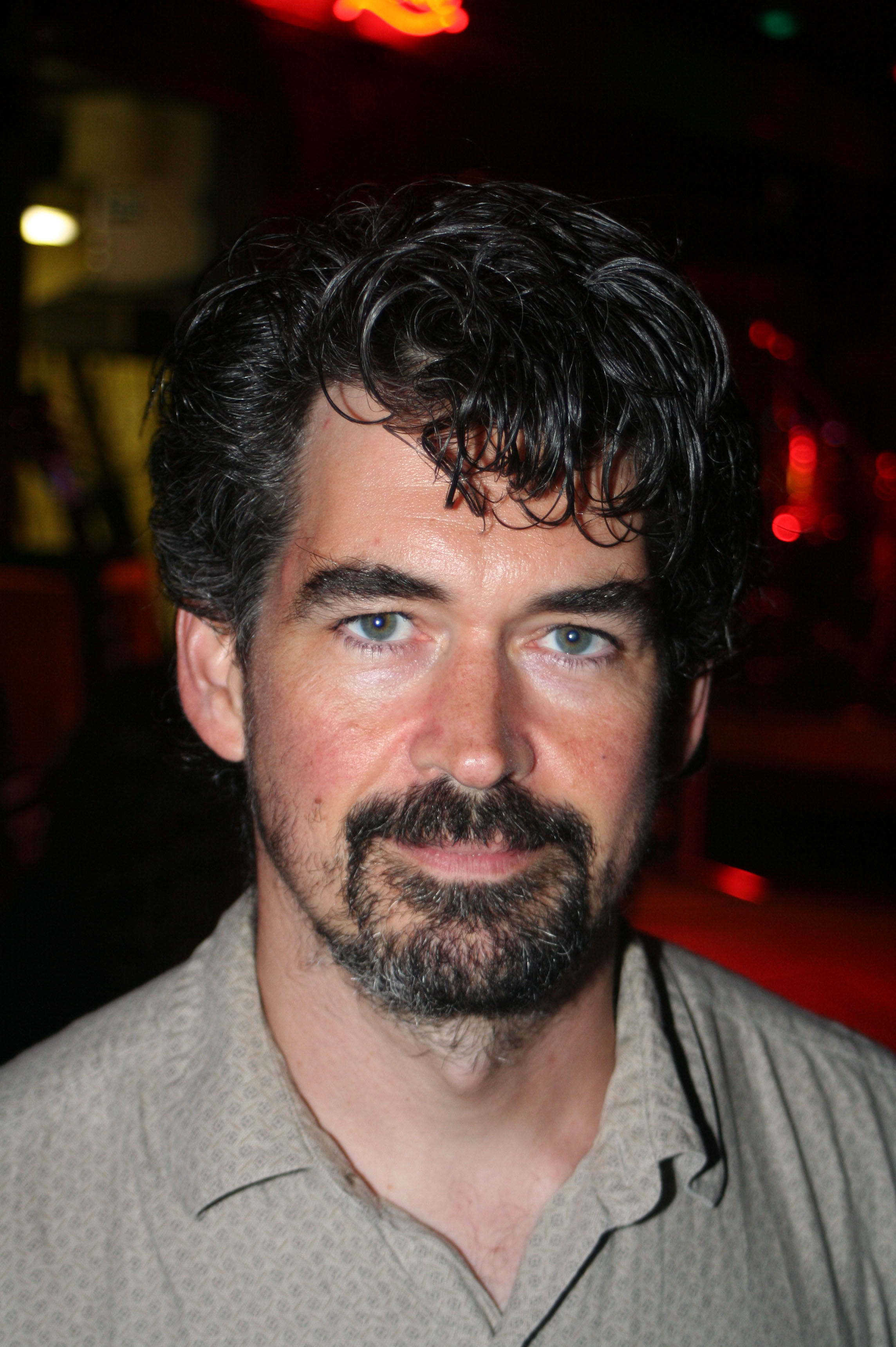
Slaid Cleaves

Richard Slaid Cleaves (* 9. Juni 1964 in Washington, D.C.) ist ein US-amerikanischer Musiker, Sänger und Songwriter, der zwischen den Bereichen Alternative Country, Americana und Singer-Songwriter pendelt.

## Leben
Slaid Cleaves (Richard war niemals sein Rufname) wuchs in South Berwick und Round Pond in Maine auf. In der Highschool gründete er mit seinem Freund Rod Picott, den er seit der Kindheit kennt, eine Garagenband. Cleaves und Pickett verband besonders die Vorliebe für die frühen Platten von Bruce Springsteen, also nannten sie ihre Band The Magic Rats – nach einer Figur in Springsteens Song Jungleland.  Nach der Schule verließ Slaid Cleaves seinen Heimatstaat Maine, um an der Tufts University im US-Bundesstaat Massachusetts zu studieren., wo er in Englisch und Philosophie abschloss. Ein Gastsemester brachte ihn nach Cork in Irland, wo er seine Liebe zu US-amerikanischen Künstlern wie Johnny Cash, Hank Williams, Tom Waits und  vielen anderen auslebte und – anfangs aus Langeweile –  deren Lieder zu spielen lernte. Ausgerechnet in Europa gab er 1985 sein Debüt: als Straßensänger in der Fußgängerzone von Cork.
Nach seinem Studium verschrieb sich Cleaves endgültig der Musik und versuchte, sich seinen Unterhalt mit diversen Jobs zu sichern. So arbeitete er als Hausmeister, Eisverkäufer, Lagerhelfer, Filmentwickler, Pizzafahrer und war Proband.
Nach einigen vergeblichen Versuchen veröffentlichte Cleaves 1990 auf eigene Faust seine Debüt-Cassette The Promise. Im folgenden Jahr erschien die nächste Cassette, diesmal in voller Rock-Besetzung – und die brachte endlich Aufmerksamkeit. Etliche gut besuchte Auftritte und eine positive Presse in Maine veranlassten ihn dazu, 1991 gemeinsam mit seiner Frau Karen in die Live-Metropole der USA zu ziehen, nach Austin, Texas. Schon 1992 gewann er den prestigeträchtigen New-Folk-Wettbewerb beim Kerrville Folk Festival. Vorgänger bei dieser Auszeichnung waren u. a. Nanci Griffith, Robert Earl Keen und Steve Earle. In den folgenden Jahren spielte er häufig in den zahlreichen Clubs in und um Austin, tourte und verfeinerte seine Kunst des Songschreibens. Es dauerte bis 1997, dass Slaid Cleaves seine erste USA-weit veröffentlichte CD aufnahm: No Angel Knows erschien bei Rounder Records auf dem Sublabel Philo. Seit dieser Zeit ist Cleaves seiner Plattenfirma treu geblieben.
2000 erzielte Cleaves zum ersten Mal einen größeren Erfolg, als seine CD Broke Down in den Americana-Charts landete. Den Titel-Song hatte er gemeinsam mit seinem Kindheitsfreund Rod Picott verfasst. Von nun an stiegen die Verkaufszahlen, es kam auch zu Wiederveröffentlichungen älterer Aufnahmen. 2006 veröffentlichte er Unsung, eine Sammlung von Songs anderer Autoren, hauptsächlich von Freunden aus der Austin-Szene wie Graham Weber, J.J. Baron, Michael O’Connor und Adam Carroll.
2009 kam Cleaves zu literarischen Ehren: Nicholson Baker lässt seine Figur Paul Chowder im Roman Der Anthologist gleich auf der ersten Seite sagen, dass „die Art von Folkmusik, die ich mag, oft einen Country-Einschlag hat.“  Weiter heißt es: „Hören Sie sich mal Slaid Cleaves an, der mittlerweile in Texas lebt“.
Slaid Cleaves tourt regelmäßig in den ganzen USA und in Europa, solo oder mit Band, spielt aber nach wie vor am häufigsten in seiner Wahlheimat Austin.

## Diskografie
- The Promise (Cassette, 1990)
- Looks Good From the Road (Cassette, 1991)
- The Promise/Looks Good From the Road (1998 CD-Wiederveröffentlichung)
- Life's Other Side (1992 auf Cassette, 1997 auf CD)
- For the Brave and Free (1993 auf Cassette, 2001 auf CD)
- No Angel Knows (1997)
- Broke Down (2000)
- Holiday Sampler EP (2001)
- Wishbones (2004)
- Unsung (2006)
- Everything You Love Will Be Taken Away (2009)
- Still Fighting The War (2013)
- Ghost on the Car Radio (2017)

### Weitere Beteiligungen
- Eklektikos Live (2005) – „Won't Get Fooled Again“
- Troubadour Blues (2011), Musikdokumentation